# 4회 농심 신라면배 세계바둑 최강전
4회 농심 신라면배 세계바둑 최강전은 대한민국, 중국, 일본의 한국이 4연패를 달성했다.  

## 대국 결과
| 대국 | 대국일자 | 대국일자  | 차전  | 장소                               | 승자                 | 패자                 | 결과             | 기보                             |
| ---- | -------- | --------- | ----- | ---------------------------------- | -------------------- | -------------------- | ---------------- | -------------------------------- |
| 1    | 2002년   | 10월 22일 | 1차전 | 중국 베이징(北京) 징광호텔         | 박영훈 三단          | 구리 七단            | 159수 흑 불계승  |                                  |
| 2    | 2002년   | 10월 23일 | 1차전 | 중국 베이징(北京) 징광호텔         | 박영훈 三단          | 왕리청 九단          | 210수 백 불계승  |                                  |
| 3    | 2002년   | 10월 24일 | 1차전 | 중국 베이징(北京) 징광호텔         | 박영훈 三단          | 창하오 九단          | 277수 백 2집반승 |                                  |
| 4    | 2002년   | 10월 25일 | 1차전 | 중국 베이징(北京) 징광호텔         | 박영훈 三단          | 장쉬 七단            | 233수 백 반집승  |                                  |
| 5    | 2002년   | 11월 23일 | 2차전 | 부산 농심호텔 허심청               | 콩지에 七단          | 박영훈 三단          | 168수 백 불계승  |                                  |
| 6    | 2002년   | 11월 24일 | 2차전 | 부산 농심호텔 허심청               | 고바야시 고이치 九단 | 콩지에 七단          | 251수 흑 4집반승 |                                  |
| 7    | 2002년   | 11월 25일 | 2차전 | 부산 농심호텔 허심청               | 고바야시 고이치 九단 | 윤현석 七단          | 213수 흑 불계승  |                                  |
| 8    | 2002년   | 11월 26일 | 2차전 | 부산 농심호텔 허심청               | 후야오위 七단        | 고바야시 고이치 九단 | 260수 백 3집반승 |                                  |
| 9    | 2002년   | 11월 27일 | 2차전 | 부산 농심호텔 허심청               | 후야오위 七단        | 김승준 七단          | 131수 흑 불계승  |                                  |
| 10   | 2002년   | 11월 28일 | 2차전 | 부산 농심호텔 허심청               | 후야오위 七단        | 가토 마사오 九단     | 273수 백 2집반승 |                                  |
| 11   | 2003년   | 1월 20일  | 3차전 | 중국 상하이(上海) 홍차오(虹橋)호텔 | 후야오위 七단        | 조훈현 九단          | 257수 백 1집반승 |                                  |
| 12   | 2003년   | 1월 21일  | 3차전 | 중국 상하이(上海) 홍차오(虹橋)호텔 | 후야오위 七단        | 요다 노리모토 九단   | 253수 흑 반집승  |                                  |
| 13   | 2003년   | 1월 22일  | 3차전 | 중국 상하이(上海) 홍차오(虹橋)호텔 | 이창호 九단          | 후야오위 七단        | 276수 흑 5집반승 |                                  |
| 14   | 2003년   | 1월 23일  | 3차전 | 중국 상하이(上海) 홍차오(虹橋)호텔 | 이창호 九단          | 뤄시허 九단          | 242수 백 불계승  | [ 깨진 링크 ( 과거 내용 찾기 ) ] |

결과: 대한민국 우승 (6승 4패), 중국 준우승 (6승 5패), 일본 3위 (2승 5패)

### 같이 보기
농심 신라면배 세계바둑 최강전